# Аниция Фальтония Проба
Аниция Фальтония Проба (лат. Anicia Faltonia Proba, умерла в Африке в 432 году) — римская дворянка из рода Анициев.

## Биография
Отцом Пробы был Квинт Клодий Гермогениан Олибрий (консул 379 года); известная поэтесса Фальтония Бетиция Проба была её родственницей. Она вышла замуж за Секста Петрония Проба (консула 371 года) и имела трёх сыновей — Аниция Гермогениана Олибрия и Аниция Пробина, совместных консулов 395 года и Аниция Петрония Проба, консула 406 года, и одну дочь, Аницию Пробу. Её сын Олибрий женился на Аниции Юлиане, и его дочь Деметриада была внучкой Пробы. Проба была связана с аристократическими семьями Петрониев, Олибриев и Анициев; в двух надписях, датируемых 395 годом, она названа дочерью, женой и матерью консулов.
В 395 году Проба уже была вдовой. Христианка, она общалась с несколькими членами культурных кругов своей эпохи, среди которых были Августин Гиппонский и Иоанн Златоуст, в пользу которых она действовала.
Проба была в Риме во время разграбления города в 410 году; согласно Прокопию Кесарийскому, она открыла ворота города, чтобы облегчить страдания осаждённых людей, но историки предположили, что эта история была выдумана её врагами. Затем она бежала в Африку со своей невесткой Аницией Юлианой и внучкой Деметриадой, но там её оскорбил Гераклиан, который заключил их в тюрьму, и освободил только после получения огромной суммы.
Проба унаследовала несколько владений в Азии и продала их, отдав полученные деньги Церкви и бедным. Она умерла в Африке в 432 году; известно, что её муж был похоронен в базилике Святого Петра в гробнице, где должна была быть похоронена и Проба.
Как и несколько других женщин в её семье, Проба была хорошо образована. Её бабушка, Фальтония Бетиция Проба, была поэтессой. Аниция, вероятно, написала эпиграф в честь мужа, а её внучка Деметриада была знакомой Иеронима, который описывал её как хорошо образованную.